# ビジネスコンビニ
ビジネスコンビニは、ビジネスのシーンで必要になる事務用品、印刷、製本などのサービスを取り扱う店舗、あるいはその業態のこと。
ビジネスコンビニという単語は、1990年代にキンコーズが日本に進出した際に同社のビジネスモデルを指す造語として生まれたものであり、以降、日本国内で同社と同様の業態を指す言葉として使われるようになった。オフィスコンビニと呼ぶこともある。

## 概要
1970年にキンコーズの創業者がコピー機1台で始めたビジネスモデルが興りであり、1980年代から1990年代前半にかけて、コピー、印刷、製本、各種文具・事務用品の提供とサービスの幅が広がり、SOHOなどの小規模企業の利用が増えていった。
日本では、1992年にキンコーズジャパンが名古屋市に1号店を出店したのを皮切りに、印刷業界や事務用品業界からもビジネスコンビニへの参入が相次ぎ、2000年代後半までに、キンコーズのほか、MBE JAPN（Mail Boxes Etc.）を傘下に収めたオフィス24、アクセアなどが国内主要都市のオフィス街に店舗網を拡げていった。一方、2010年代以降は、プリントパックなどのインターネットで小ロット注文が可能な印刷通販の普及も受け、店舗数の伸びは鈍化している。
ビジネスコンビニのサービスは多様化しており、チラシ、ポスターや名刺の印刷を中心に、貸会議室や私書箱も提供してレンタルオフィス機能を持たせたもののほか、法人需要だけではなく、同人誌の制作や3Dプリンターの体験等、個人需要の取り込みを狙った企業も存在する。